# Маргарита Поретанская
Маргарита Поретанская (фр. Marguerite Porete, иначе Marguerite Porrette или la Porette, между 1250 и 1260, Эно — 1 июня 1310, Париж) — французская монахиня-бегинка, мистическая писательница.

## Биография
О её жизни известно в основном из церковного дознания о ней как о еретичке, поэтому сведения скорее всего сокращены, подчищены и искажены. Её сближают с Братством свободного духа, христианским движением XIII—XIV вв. на севере Европы.

## Сочинения
Автор трактата «Mirouer des simples ames anientis et qui seulement demourent en vouloir et desir d’amour», написанного на старофранцузском, переведенного на латынь и другие европейские языки. Он публиковался анонимно, авторство Маргариты Поретанской признано лишь в 1946 году.

## Церковное осуждение
Была осуждена церковью, её книга была сожжена в 1306 году, потом в 1309 году. Процесс над ней возглавлял Генеральный инквизитор Французского королевства Гийом Парижский (фр.), с 1309 года — епископ Санса. Сама она была приговорена инквизицией к публичному сожжению 31 мая 1310 года и сожжена в Париже на Гревской площади 1 июня 1310 года.

## Наследие и признание
После публикации в XX в. трактата «Зерцало простых душ» под именем автора Маргарита Поретанская была признана одним из крупнейших мистиков Средневековья. В 2005 Энн Карсон написала стихотворное либретто Decreation (Рассотворение), главной героиней его второй части выступает Маргарита Поретанская. По мотивам этого сочинения поставлен одноименный балет Уильяма Форсайта (2007).